# Inter Caetera

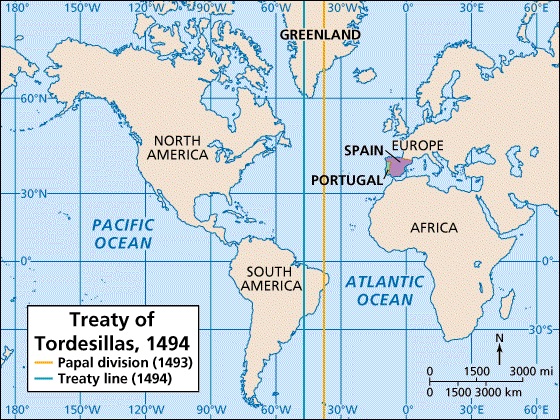
Högra meridianen är Inter caetera (1493), den vänstra är Tordesillasfördraget (1494). Gränser och städer är dock efter senare tiders förhållanden.

Inter Caetera var en påvlig bulla promulgerad av Alexander VI den 4 maj 1493. I bullan välsignade han Spaniens och Portugals kolonisering av Nya världen (Amerika) samt fastställde gränsen mellan de båda ländernas intressesfärer.

### Fotnoter
1. ↑  Trading Territories: Mapping the Early Modern World